# Uroczystość Świętej Bożej Rodzicielki Maryi
Uroczystość Świętej Bożej Rodzicielki Maryi – święto maryjne obchodzone 1 stycznia w Kościele katolickim, podkreślające aspekt macierzyństwa Maryi związany z jednym z najstarszych dogmatów Kościoła o Bożym Macierzyństwie Maryi (gr. Theotokos).

## Dogmat
Pierwszy dogmat maryjny uznający Maryję za Bożą rodzicielkę został oficjalnie włączony do kanonu Kościelnego na soborze w Efezie w 431 roku. Wiązał się on ze sporem między biskupami Kościoła, nestorianami i monofizytami. Kościół apelował i przeforsował ideę dwóch pierwiastków istniejących równolegle w Chrystusie – ludzkiego i boskiego. Tym samym Maryja stawała się matką Boga, a nie tylko Chrystusa.

Święta Dziewica jest Matką Bożą (Theotokos), zrodziła bowiem według ciała Słowo Boże.

## Historia święta

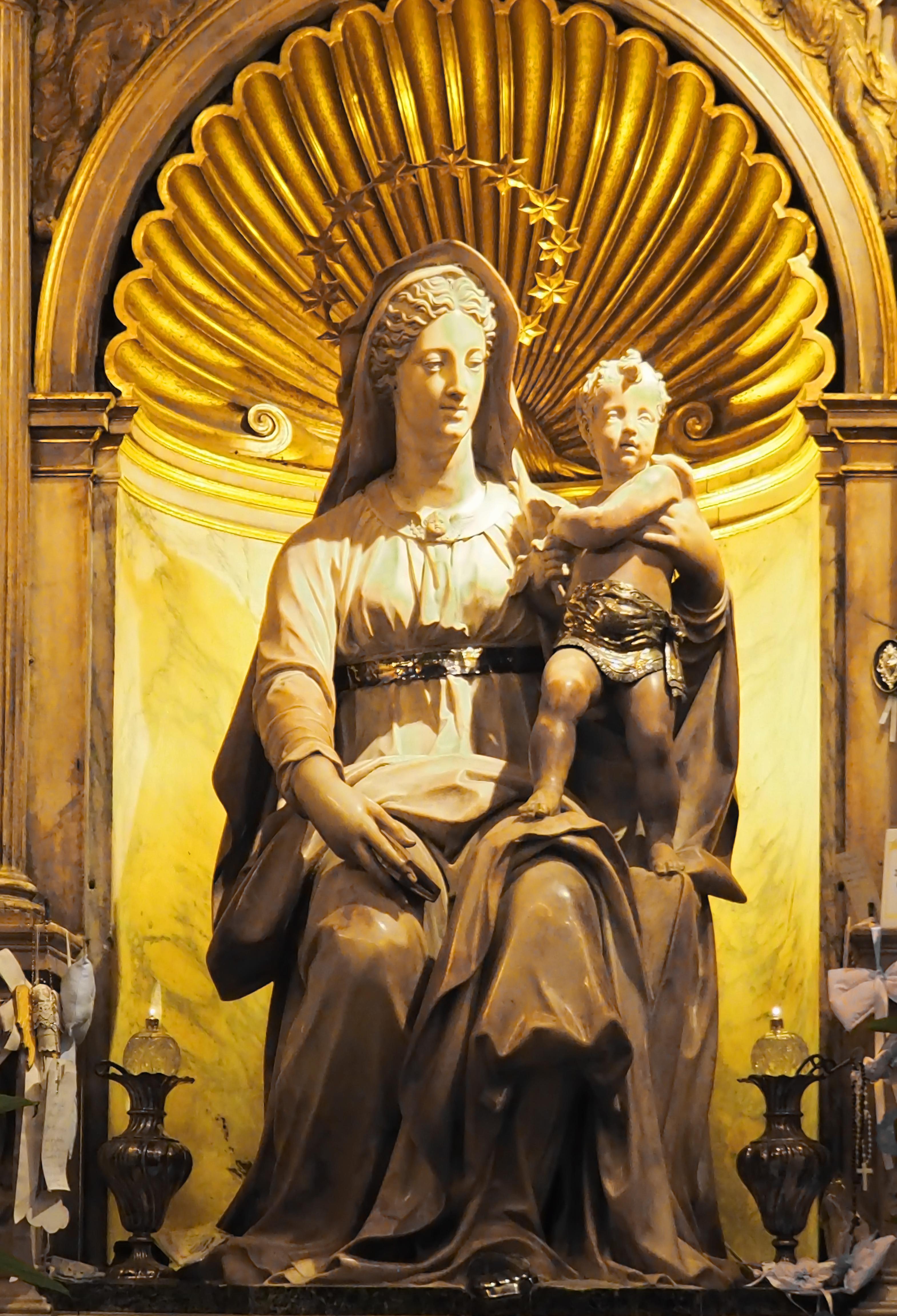
Matka Boża Rodzicielka, rzeźba (Rzym).

Niegdyś było to święto Jezusa – święto Obrzezania Pańskiego, które Cerkiew prawosławna i Kościół anglikański nadal świętują, potem Uroczystość Imienia Jezus, która do dziś obchodzona jest w wielu Kościołach protestanckich. Obecnie w Kościele katolickim jest to święto maryjne, jednak pośrednio dotyczy Jezusa, bo czci się Marię jako Jego Matkę.
Święto istnieje oficjalnie od 1931 roku, kiedy Pius XI włączył je do obrzędów na pamiątkę soboru w Efezie. Pius XI wyznaczył na coroczną pamiątkę tego święta dzień 11 października. Reforma liturgiczna w roku 1969 nie zniosła tego święta, ale podniosła je do rangi uroczystości nakazanych i przeniosła na 1 stycznia. Wybrano ostatni dzień w oktawie Bożego Narodzenia, aby po wyśpiewaniu hymnów dziękczynnych na cześć Jezusa, złożyć odpowiedni hołd Jego Świętej Rodzicielce.